# 嘉義同緣蝽
嘉義同緣蝽（学名：Homoeocerus pallididulus）为緣蝽科同緣蝽屬下的一个种。